# Sayabec
Sayabec (IFA : /se.bɛk/) is een plaats (municipalité) in de Canadese provincie Québec en telt 1953 inwoners (2006).
De gemeente ligt in Matapédia, aan het Matapédiameer.
De eerste bewoners van dit gebied waren de Mi'kmaq. In 1833 werd Sayabec voor het eerst bereikt door Frans-Canadese kolonisten.

## Geboren
- David Pelletier (1974), kunstschaatser

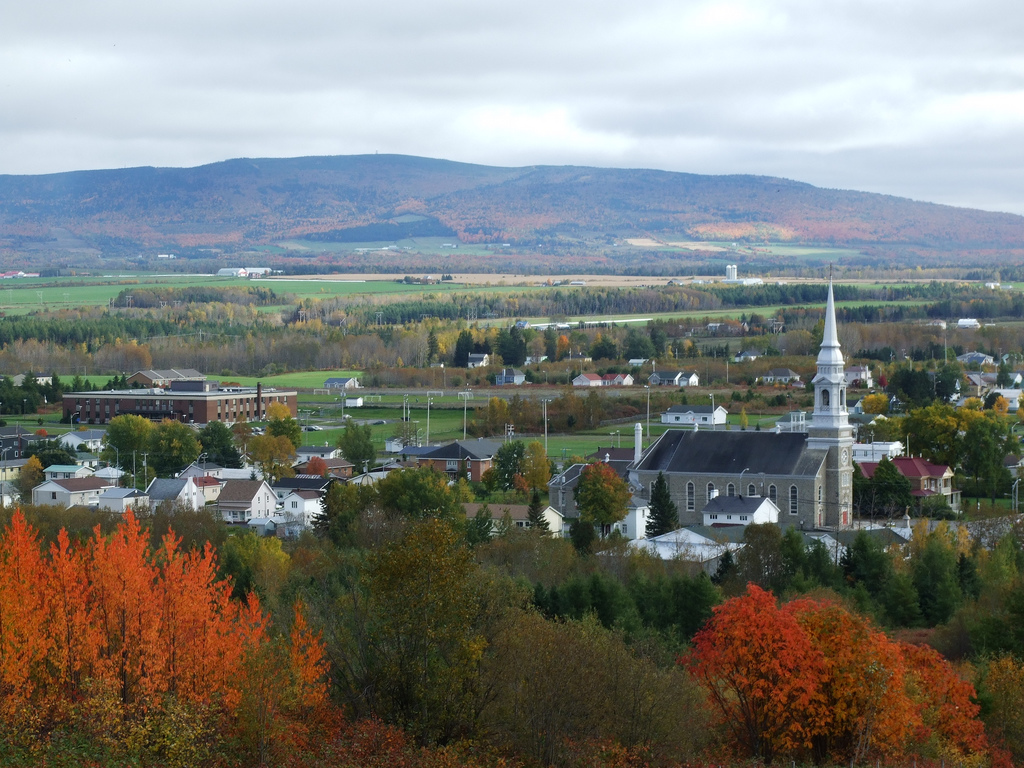